# Eduardo Artecona
Eduardo Artecona Osorio (Montevideo, Uruguay, 14 de agosto de 1883-ídem, abril de 1961) fue un magistrado uruguayo, miembro de la Suprema Corte de Justicia de su país entre 1944 y 1953.

## Primeros años
Nació en Montevideo el 14 de agosto de 1883.
Era hijo de Fortunato Artecona (fallecido en 1913), y de Elodia Osorio (fallecida en 1925). Su madre fue maestra vareliana graduada en 1874 y directora de varias escuelas en Montevideo en la década de 1880.

## Juez de Paz
En agosto de 1906 ingresó a la carrera judicial, siendo aún estudiante de derecho, como Juez de Paz de la 21ª sección judicial de Montevideo.
En julio de 1907 fue trasladado al mismo cargo en la 14.ª sección de la capital. En diciembre del mismo año obtuvo su título de doctor en jurisprudencia en la Universidad de la República.
En febrero de 1908 fue nuevamente trasladado al Juzgado de Paz de la 10.ª sección de Montevideo, cargo en el que permaneció durante más de diez años.
En dicho período se desempeñó también como profesor de historia nacional y americana en Enseñanza Secundaria hasta su renuncia en 1913.

## Juez Letrado en el interior de Uruguay
En agosto de 1919 fue nombrado Juez Letrado Departamental de Rocha.
En abril de 1922 fue trasladado al Juzgado Letrado Departamental de Maldonado y en octubre del mismo año al Juzgado Letrado Departamental de Flores.
En diciembre de 1925 pasó a desempeñarse como Juez Letrado Departamental de Minas.

## Juez Letrado en Montevideo
En abril de 1927 fue ascendido a Montevideo como Juez Letrado de Instrucción de Segundo Turno. En octubre de 1928 pasó al Juzgado Letrado Correccional de Segundo Turno.
En mayo de 1930 fue nombrado Juez Letrado Departamental de Segundo Turno. En octubre de 1933 regresó a un Juzgado Letrado Correccional, esta vez al de Primer Turno.
Finalmente, en diciembre de 1936 fue designado Juez Letrado en lo Civil de Segundo Turno.

## Tribunal de Apelaciones
En agosto de 1941 fue ascendido a ministro del Tribunal de Apelaciones de Segundo Turno, donde permaneció durante tres años.

## Suprema Corte de Justicia
El 15 de diciembre de 1944 la Asamblea General lo eligió para integrar la Suprema Corte de Justicia, cubriendo la vacante dejada por el retiro de Julio Guani. Juró su cargo el mismo día.
Ocupó la Presidencia de la Corte en tres oportunidades. La primera vez para todo el año 1948. Volvió a desempeñarla en 1951, a partir de octubre, por renuncia de Álvaro Macedo; y por último, fue designado por tercera vez para el año 1953, cargo al que renunció en mayo de dicho año.
Se acogió a la jubilación en junio de 1953, tras una larga carrera de casi 47 años en el Poder Judicial, y cuando estaba próximo a cumplir los 70 años, edad máxima fijada por la Constitución uruguaya para ocupar cargos en dicho poder del Estado.
Las vacantes dejadas por su retiro y por el de Francisco Gamarra, ocurrido el mismo año, fueron cubiertas en 1954 con las designaciones de Julio César de Gregorio y Luis Alberto Bouza.

## Vida personal
Contrajo matrimonio en 1917 con Teresa Esperanza Poggi Rocca, quien lo sobrevivió, y con quien tuvo cuatro hijos, Eduardo, también abogado y juez (1918), Héctor Mario (1920), Esperanza (1925) y Daniel (1931) Artecona Poggi.

## Últimos años y fallecimiento
En 1954 el gobierno lo designó en misión a Europa para estudiar el juicio oral como medio de agilizar los procedimientos judiciales.
Falleció a mediados de abril de 1961, a los 77 años.